# Pseudotocinclus
Pseudotocinclus är ett släkte av fiskar. Pseudotocinclus ingår i familjen Loricariidae.
Kladogram enligt Catalogue of Life:
| Pseudotocinclus | \| \| Pseudotocinclus juquiae \| \| \| \| \| \| Pseudotocinclus parahybae \| \| \| \| \| \| Pseudotocinclus tietensis \| \| \| \| |
|                 | \| \| Pseudotocinclus juquiae \| \| \| \| \| \| Pseudotocinclus parahybae \| \| \| \| \| \| Pseudotocinclus tietensis \| \| \| \| |
|                 | Pseudotocinclus juquiae |
|                 | |
|                 | Pseudotocinclus parahybae |
|                 | |
|                 | Pseudotocinclus tietensis |
|                 | |